# Кулеше-Косьцельне
Кулеше-Косьцельне (пол. Kulesze Kościelne) — село в Польщі, у гміні Кулеше-Косьцельне Високомазовецького повіту Підляського воєводства.
Населення — 372 особи (2011).
У 1975-1998 роках село належало до Ломжинського воєводства.

## Демографія
Демографічна структура станом на 31 березня 2011 року:
|          | Загалом | Допрацездатний вік | Працездатний вік | Постпрацездатний вік |
| -------- | ------- | ------------------ | ---------------- | -------------------- |
| Чоловіки | 190     | 40                 | 129              | 21                   |
| Жінки    | 182     | 28                 | 121              | 33                   |
| Разом    | 372     | 68                 | 250              | 54                   |